# Liga Premier Femenina Apertura 2025 de Costa Rica
La Liga Premier Femenina Apertura 2025 de Costa Rica será la 30° edición, denominada Liga Promerica por motivos de patrocinio. El torneo lo organiza la Unión Femenina de Fútbol de Costa Rica (UNIFFUT).
Por las expulsiones de Desamparados PZ y Tsunami Azul, se ascendió al campeón de segunda división, el Chorotega F. F. y en suplencia de Tsunami Azul el club F. F. Coronado. El 9 de enero de 2025, Saprissa F. F. comunicó su no participación de la primera división por motivos de exigencia sobre la UNNIFUT, el 15 de enero, la UNNIFUT comunicó el octavo club participante, el A. D. Carmelita, tras haber quedado en la tercera posición de la tabla general de segunda división. El 7 de marzo, se anunció la renuncia del Puerto Viejo F. C. por medio de un comunicado de la UNNIFUT.
Debido a grandes cambios y retrasos de la liga femenina de Costa Rica, hubo problemas administrativos, y problemas de atraso de iniciar la liga femenina, por lo que su desaparición del fútbol de Costa Rica se mostraba cerca, sin embargo la UNIFFUT mantuvo reuniones con la UNAFUT y la Federación Costarricense de Fútbol en conseguir apoyo a la liga femenina y concluir con una respuesta positiva, finalmente después de las reuniones se decidió la reincorporación del C. S. Herediano (cupo tomado por Puerto Viejo F. C.) y del Deportivo Saprissa (cupo tomado por A. D. Carmelita) y la nueva incorporación de A. D. Moravia (cupo tomado por F. F. Coronado) y demás cambios administrativos y beneficios para la liga femenina de Costa Rica. En esta nueva edición se jugará bajo el nombre de la Liga Premier Femenina de Costa Rica al ser administrada principalmente por la UNAFUT, manteniendo a la UNIFFUT administrar la segunda división, tercera división y categorías inferiores. 

## Sistema de competición
El torneo de la Primera División Femenina, está conformado en dos partes:
- Fase de clasificación: Se integra por las 14 jornadas del torneo.
- Fase final: Se integra por los partidos de semifinal y final.

### Fase de clasificación
En la fase de clasificación se observa el sistema de puntos. La ubicación en la tabla general, está sujeta a las siguientes condiciones:
- Por juego ganado se obtendrán tres puntos.
- Por juego empatado se obtendrá un punto.
- Por juego perdido no se otorgan puntos.

En esta fase participan los 8 clubes de la Primera División Femenina jugando en cada torneo todos contra todos durante las 14 jornadas respectivas, a visita recíproca.
El orden de los clubes al final de la fase de clasificación del torneo corresponderá a la suma de los puntos obtenidos por cada uno de ellos y se presentará en forma descendente. Si al finalizar las 14 jornadas del torneo, dos o más clubes estuviesen empatados en puntos, su posición en la tabla general será determinada atendiendo a los siguientes criterios de desempate:
1. Mayor diferencia positiva general de goles. Este resultado se obtiene mediante la sumatoria de los goles anotados a todos los rivales, en cada campeonato menos los goles recibidos de estos.
2. Mayor cantidad de goles a favor, anotados a todos los rivales dentro de la misma competencia.
3. Mejor puntuación particular que hayan conseguido en las confrontaciones particulares entre ellos mismos.
4. Mayor diferencia positiva particular de goles, la cual se obtiene sumando los goles de los equipos empatados y restándole los goles recibidos.
5. Mayor cantidad de goles a favor que hayan conseguido en las confrontaciones entre ellos mismos.
6. Como última alternativa, la UNIFFUT realizaría un sorteo para el desempate.

Para determinar los lugares que ocuparán los clubes que participen en la fase final del torneo se tomará como base la tabla de clasificación de cada competición.
Participan por el título de campeón los cuatro primeros clubes de la tabla general de clasificación al término de las 14 jornadas.

### Fase final
Los cuatro clubes calificados para esta fase del torneo serán reubicados de acuerdo con el lugar que ocupen en la tabla general al término de la jornada 14, con el puesto del número uno al club mejor clasificado, y así hasta el número cuatro. Los partidos a esta fase se desarrollarán a un único partido y clubes ganadores de las semifinales jugarán a un único partido, definiendo el campeón.

## Relevos
8 equipos compiten en la liga: los 6 mejores equipos de la tabla acumulada al finalizar el Torneo Clausura 2024 y el equipo que promovido de la segunda división.
| Pos. | Descendidos a Segunda División |
| ---- | ------------------------------ |
| 8.º  | Desamparados PZ                |

| Campeón. | Ascendidos de Segunda División |
| -------- | ------------------------------ |
| 2024-25  | Chorotega F. F.                |

## Equipos participantes

### Equipos por provincia
|            | \| Provincia \| N.º \| Equipos \| \| ---------- \| --- \| ---------------------------------------------------------------- \| \| San José \| 4 \| Dimas Escazú, Deportivo Saprissa, Sporting F. C. y A. D. Moravia \| \| Alajuela \| 1 \| L. D. Alajuelense \| \| Limón \| 1 \| Municipal Pococí \| \| Guanacaste \| 1 \| Chorotega F. F. \| \| Heredia \| 1 \| C. S. Herediano \| |                                                                  |
| Provincia  | N.º | Equipos                                                          |
| San José   | 4 | Dimas Escazú, Deportivo Saprissa, Sporting F. C. y A. D. Moravia |
| Alajuela   | 1 | L. D. Alajuelense                                                |
| Limón      | 1 | Municipal Pococí                                                 |
| Guanacaste | 1 | Chorotega F. F.                                                  |
| Heredia    | 1 | C. S. Herediano                                                  |

#### Información de los equipos
| Equipo             | Ciudad   | Entrenador        | Estadio           | Aforo  |
| ------------------ | -------- | ----------------- | ----------------- | ------ |
| L. D. Alajuelense  | Alajuela | Wilmer López      | Morera Soto       | 17,895 |
| Deportivo Saprissa | Tibás    | Adalberto Sánchez | Ricardo Saprissa  | 23,112 |
| Sporting F. C.     | Pavas    | Rafael Campos     | Ernesto Rohrmoser | 3,000  |
| Municipal Pococí   | Guápiles | Rudy Rubí         | Ebal Rodríguez    | 3,300  |
| Chorotega F. F.    | Nicoya   | Carlos Briceño    | Chorotega         | 4,000  |
| Dimas Escazú       | Escazú   | Geovanni Vargas   | Nicolás Masís     | 4,500  |
| C. S. Herediano    | Heredia  | Carlos Avedissian | Carlos Alvarado   | 4,000  |
| A. D. Moravia      | Moravia  | Paul Mayorga      | "Pipilo" Umaña    | -      |

#### Relevo de entrenadores
| Equipo | Entrenador | Fecha de vacante | Tipo de despido | Posición en la tabla | Entrenador entrante | Fecha de nombramiento |
| ------ | ---------- | ---------------- | --------------- | -------------------- | ------------------- | --------------------- |

## Tabla de posiciones
| Pos. | Equipo             | Pts. | PJ | G | E | P | GF | GC | Dif. | Clasificación |
| ---- | ------------------ | ---- | -- | - | - | - | -- | -- | ---- | ------------- |
| 1    | L. D. Alajuelense  | 10   | 4  | 3 | 1 | 0 | 7  | 1  | +6   | Semifinales   |
| 2    | Sporting F. C.     | 9    | 4  | 3 | 0 | 1 | 9  | 3  | +6   | Semifinales   |
| 3    | Deportivo Saprissa | 8    | 4  | 2 | 2 | 0 | 12 | 4  | +8   | Semifinales   |
| 4    | Dimas Escazú       | 7    | 3  | 2 | 1 | 0 | 9  | 4  | +5   | Semifinales   |
| 5    | Chorotega F. F.    | 4    | 4  | 1 | 1 | 2 | 2  | 7  | −5   |               |
| 6    | Municipal Pococí   | 2    | 4  | 0 | 2 | 2 | 4  | 9  | −5   |               |
| 7    | A. D. Moravia      | 1    | 4  | 0 | 1 | 3 | 3  | 14 | −11  |               |
| 8    | C. S. Herediano    | 0    | 3  | 0 | 0 | 3 | 2  | 7  | −5   | Último lugar  |

 Fuente: UNIFFUT

### Evolución
| Jornada          | 1 | 2 | 3 | 4 | 5 | 6 | 7 | 8 | 9 | 10 | 11 | 12 | 13 | 14 |
| Equipo           |   |   |   |   |   |   |   |   |   |    |    |    |    |    |
| ---------------- | - | - | - | - | - | - | - | - | - | -- | -- | -- | -- | -- |
| Sporting         | 2 | 2 | 1 |   |   |   |   |   |   |    |    |    |    |    |
| Alajuelense      | 3 | 3 | 3 |   |   |   |   |   |   |    |    |    |    |    |
| Saprissa         | 4 | 4 | 4 |   |   |   |   |   |   |    |    |    |    |    |
| C. S. Herediano  | 6 | 6 | 8 |   |   |   |   |   |   |    |    |    |    |    |
| Municipal Pococí | 8 | 8 | 7 |   |   |   |   |   |   |    |    |    |    |    |
| Moravia          | 7 | 7 | 6 |   |   |   |   |   |   |    |    |    |    |    |
| Chorotega        | 5 | 5 | 5 | 5 |   |   |   |   |   |    |    |    |    |    |
| Dimas Escazú     | 1 | 1 | 2 |   |   |   |   |   |   |    |    |    |    |    |

## Resultados
- Los horarios corresponden al tiempo de Costa Rica (UTC-6).

| Municipal Pococí  | 1-4 | Dimas Escazú       | Ebal Rodríguez    | 25 de julio | 18:00 |
| Sporting F. C.    | 3-1 | C. S. Herediano    | Ernesto Rohrmoser | 25 de julio | 18:00 |
| Chorotega F. F.   | 1-2 | Deportivo Saprissa | Chorotega         | 26 de julio | 14:00 |
| L. D. Alajuelense | 2-0 | A. D. Moravia      | Morera Soto       | 27 de julio | 11:00 |

| Sporting F. C.     | 3-1 | Municipal Pococí  | Ernesto Rohrmoser | 1 de agosto | 20:00 |
| A. D. Moravia      | 1-3 | Dimas Escazú      | "Pipilo" Umaña    | 3 de agosto | 11:00 |
| Deportivo Saprissa | 1-1 | L. D. Alajuelense | Ricardo Saprissa  | 3 de agosto | 11:00 |
| C. S. Herediano    | 1-2 | Chorotega F. F.   | Carlos Alvarado   | 3 de agosto | 15:45 |

| L. D. Alajuelense | 3-0 | C. S. Herediano    | Morera Soto    | 6 de agosto  | 20:00 |
| Municipal Pococí  | 2-2 | A. D. Moravia      | Ebal Rodríguez | 9 de agosto  | 18:00 |
| Dimas Escazú      | 2-2 | Deportivo Saprissa | Nicolás Masís  | 9 de agosto  | 19:00 |
| Chorotega F. F.   | 0-3 | Sporting F. C.     | Chorotega      | 10 de agosto | 11:00 |

| Deportivo Saprissa | 7-0 | A. D. Moravia     | Ricardo Saprissa  | 14 de agosto | 20:00 |
| Sporting F. C.     | 0-1 | L. D. Alajuelense | Ernesto Rohrmoser | 16 de agosto | 10:00 |
| Chorotega F. F.    | 0-0 | Municipal Pococí  | Chorotega         | 16 de agosto | 13:00 |
| C. S. Herediano    |     | Dimas Escazú      | Carlos Alvarado   | 17 de agosto | 11:00 |

| Local |  | Visitante | Estadio | Fecha | Hora |
| Local |  | Visitante | Estadio | Fecha | Hora |
| Local |  | Visitante | Estadio | Fecha | Hora |
| Local |  | Visitante | Estadio | Fecha | Hora |

| Local |  | Visitante | Estadio | Fecha | Hora |
| Local |  | Visitante | Estadio | Fecha | Hora |
| Local |  | Visitante | Estadio | Fecha | Hora |
| Local |  | Visitante | Estadio | Fecha | Hora |

| Local |  | Visitante | Estadio | Fecha | Hora |
| Local |  | Visitante | Estadio | Fecha | Hora |
| Local |  | Visitante | Estadio | Fecha | Hora |
| Local |  | Visitante | Estadio | Fecha | Hora |

| Local |  | Visitante | Estadio | Fecha | Hora |
| Local |  | Visitante | Estadio | Fecha | Hora |
| Local |  | Visitante | Estadio | Fecha | Hora |
| Local |  | Visitante | Estadio | Fecha | Hora |

| Local |  | Visitante | Estadio | Fecha | Hora |
| Local |  | Visitante | Estadio | Fecha | Hora |
| Local |  | Visitante | Estadio | Fecha | Hora |
| Local |  | Visitante | Estadio | Fecha | Hora |

| Local |  | Visitante | Estadio | Fecha | Hora |
| Local |  | Visitante | Estadio | Fecha | Hora |
| Local |  | Visitante | Estadio | Fecha | Hora |
| Local |  | Visitante | Estadio | Fecha | Hora |

| Local |  | Visitante | Estadio | Fecha | Hora |
| Local |  | Visitante | Estadio | Fecha | Hora |
| Local |  | Visitante | Estadio | Fecha | Hora |
| Local |  | Visitante | Estadio | Fecha | Hora |

| Local |  | Visitante | Estadio | Fecha | Hora |
| Local |  | Visitante | Estadio | Fecha | Hora |
| Local |  | Visitante | Estadio | Fecha | Hora |
| Local |  | Visitante | Estadio | Fecha | Hora |

| Local |  | Visitante | Estadio | Fecha | Hora |
| Local |  | Visitante | Estadio | Fecha | Hora |
| Local |  | Visitante | Estadio | Fecha | Hora |
| Local |  | Visitante | Estadio | Fecha | Hora |

| Local |  | Visitante | Estadio | Fecha | Hora |
| Local |  | Visitante | Estadio | Fecha | Hora |
| Local |  | Visitante | Estadio | Fecha | Hora |
| Local |  | Visitante | Estadio | Fecha | Hora |

## Fase final

### Cuadro de desarrollo
|  | Semifinales | Semifinales | Semifinales |  |  | Final | Final | Final |  |
|  |             |             |             |  |  |       |       |       |  |
|  |             |             |             |  |  |       |       |       |  |
|  |             |             |             |  |  |       |       |       |  |
|  |             |             |             |  |  |       |       |       |  |
|  |             |             |             |  |  |       |       |       |  |
|  |             |             |             |  |  |       |       |       |  |
|  |             |             |             |  |  |       |       |       |  |
|  |             |             |             |  |  |       |       |       |  |
|  |             |             |             |  |  |       |       |       |  |
|  |             |             |             |  |  |       |       |       |  |
|  |             |             |             |  |  |       |       |       |  |
|  |             |             |             |  |  |       |       |       |  |
|  |             |             |             |  |  |       |       |       |  |

### Semifinales
|  | Primer clasificado | vs. | Segundo clasificado |  |  |

|  | Primer clasificado | vs. | Segundo clasificado |  |  |

### Final
|  | Primer clasificado | vs. | Segundo clasificado |  |  |

### Plantilla del Campeón Nacional
- DT:

|             |
| Campeón     |
| 0.to título |

## Estadísticas

### Goleadoras
Se muestra un listado de las máximas goleadoras del campeonato.
| Jugadora | Club | Goles |
| -------- | ---- | ----- |

### Tripletes o más
| Fecha | Jugadora | Goles | Local |  | Resultado |  | Visitante | Jornada |
| ----- | -------- | ----- | ----- |  | --------- |  | --------- | ------- |